# C/2012 L2 (LINEAR)
C/2012 L2 (LINEAR) — одна з довгоперіодичних комет. Ця комета була відкрита 1 червня 2012 року; вона мала 19.4m на час відкриття.